# Puerta de Macias
Puerta de Macias är en ort i Mexiko.   Den ligger i kommunen Valle de Guadalupe och delstaten Jalisco, i den centrala delen av landet, 400 km väster om huvudstaden Mexico City. Puerta de Macias ligger 1 900 meter över havet och antalet invånare är 147.
Terrängen runt Puerta de Macias är platt åt sydost, men åt nordväst är den kuperad. Terrängen runt Puerta de Macias sluttar norrut. Runt Puerta de Macias är det ganska tätbefolkat, med 62 invånare per kvadratkilometer. Närmaste större samhälle är Valle de Guadalupe, 5,6 km nordost om Puerta de Macias. I omgivningarna runt Puerta de Macias växer huvudsakligen savannskog.